# 安布文貝阿富武阿尼
20°46′S 47°5′E / 20.767°S 47.083°E
安布文貝阿富武阿尼，是馬達加斯加的城鎮，位於該國中部，由阿莫羅尼馬尼亞區負責管轄，是馬南德里亞納區的首府，海拔高度1,455米，2001年人口18,000。